# Zamalao
Zamalao est un village du Cameroun situé dans le département de la Mayo-Tsanaga et la Région de l'Extrême-Nord, à proximité de la frontière avec le Nigeria. Il fait partie de la commune de Mokolo et du canton de Boula.

## Géographie
Zamalao se situe à 12 km au Sud de Boula, au pied des monts Mandara.

## Population
Lors du troisième recensement général de la population et de l'habitat du Cameroun (2005), 1 077 habitants y ont été dénombrés, dont 500 de sexe masculin et 577 de sexe féminin.

## Accident du convoi de l'ONU
Le 18 avril 2016, le convoi de l'ambassadrice des Etats-Unis à l'ONU Samantha Power percute un enfant en traversant le village de Zamalao. L'enfant décède des suites de ses blessures. Le convoi roulait à vive allure, dans le cadre d'une tournée régionale ayant pour objet la lutte contre les insurgés de Boko Haram.